# Trevor Wood
Trevor Wood é um especialista em efeitos especiais britânico. Como reconhecimento, foi nomeado ao Oscar 2013 na categoria de Melhores Efeitos Visuais por Prometheus.